# Sonsbeck
Sonsbeck (Nederlands, verouderd: Zonsbeeck, Zonsbeek, Sonsbeeck, Sonsbeek) is een plaats en gemeente, gelegen in de Nederrijnregio in de Duitse deelstaat Noordrijn-Westfalen. De gemeente telt 8.690 inwoners (31 december 2020) op een oppervlakte van 55,41 km². De gemeente valt onder Kreis Wesel in het Regierungsbezirk (bestuurlijke regio) Düsseldorf en is tevens onderdeel van het internationale samenwerkingsverband Euregio Rijn-Waal.
De plaats ligt tussen Kevelaer en Xanten ten noorden van de A57. De drie stadsdelen van de gemeente zijn Sonsbeck, Hamb en Labbeck.

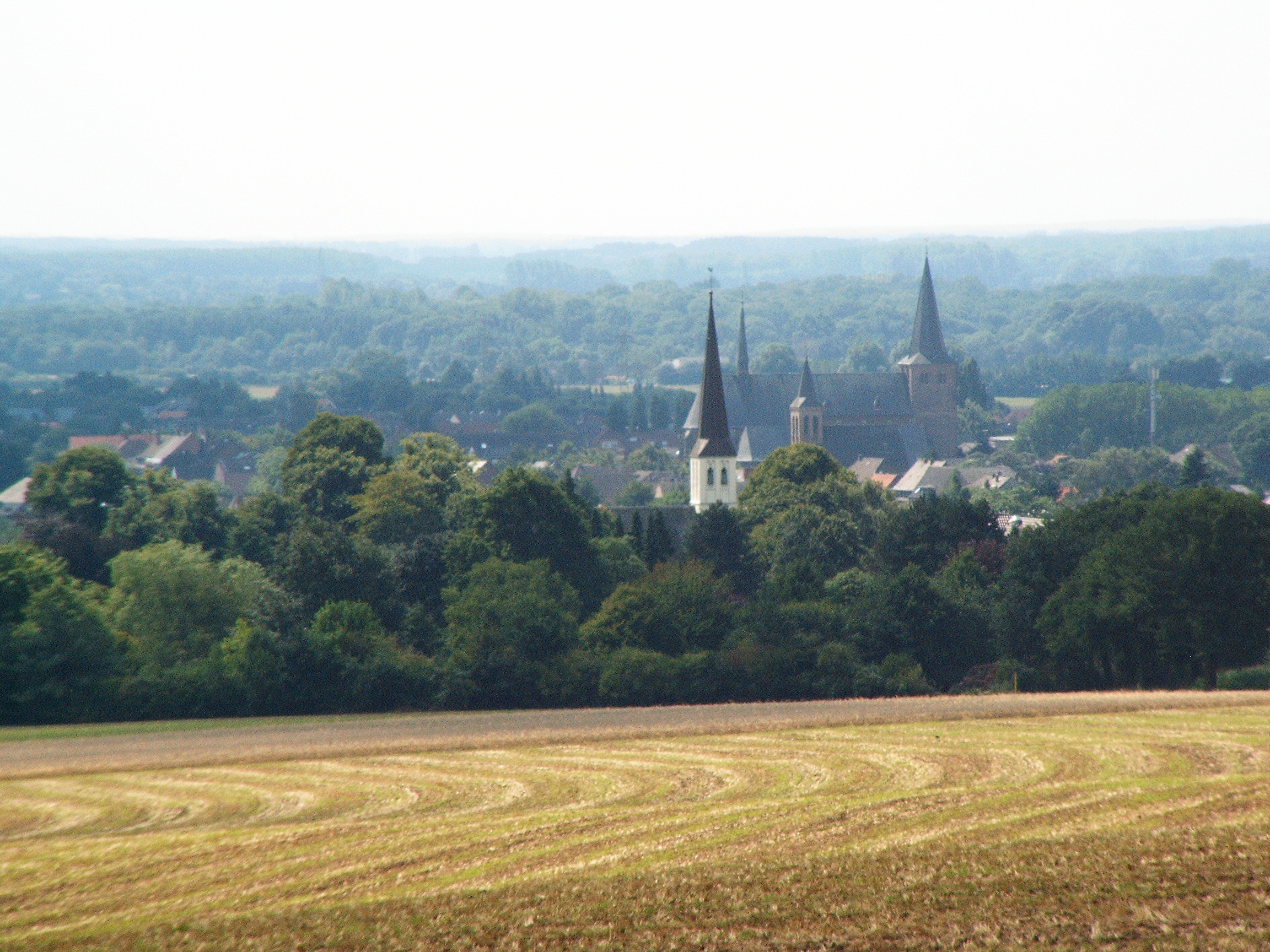
Sonsbeck gezien vanaf de Sonsbecker Schweiz

## Bezienswaardigheden
Ten noorden van deze plaats ligt de Sonsbecker Schweiz; een heuvelachtig en bebost gebied behorend tot de Nederrijnse Heuvelrug met een uitkijkpunt am Dursberg.
Delen van de natuurgebieden Uedemer Hochwald en Grenzdyck liggen binnen de gemeentegrenzen. Het hoogste punt in de gemeente bevindt zich op 87,20 m boven NN.
Sonsbeck heeft twee particuliere musea: een tractorenmuseum en een keramiekmuseum. Historische gebouwen zijn de Römerturm en de Gommansche Mühle.

## Aangrenzende gemeenten
| Aangrenzende gemeenten | Aangrenzende gemeenten | Aangrenzende gemeenten | Aangrenzende gemeenten | Aangrenzende gemeenten |
| ---------------------- | ---------------------- | ---------------------- | ---------------------- | ---------------------- |
| Uedem                  |                        |                        |                        | Xanten                 |
|                        |                        |                        |                        |                        |
| Kevelaer               | Alpen                  |                        |                        |                        |
|                        |                        |                        |                        |                        |
| Geldern                |                        |                        |                        | Issum                  |

## Afbeeldingen

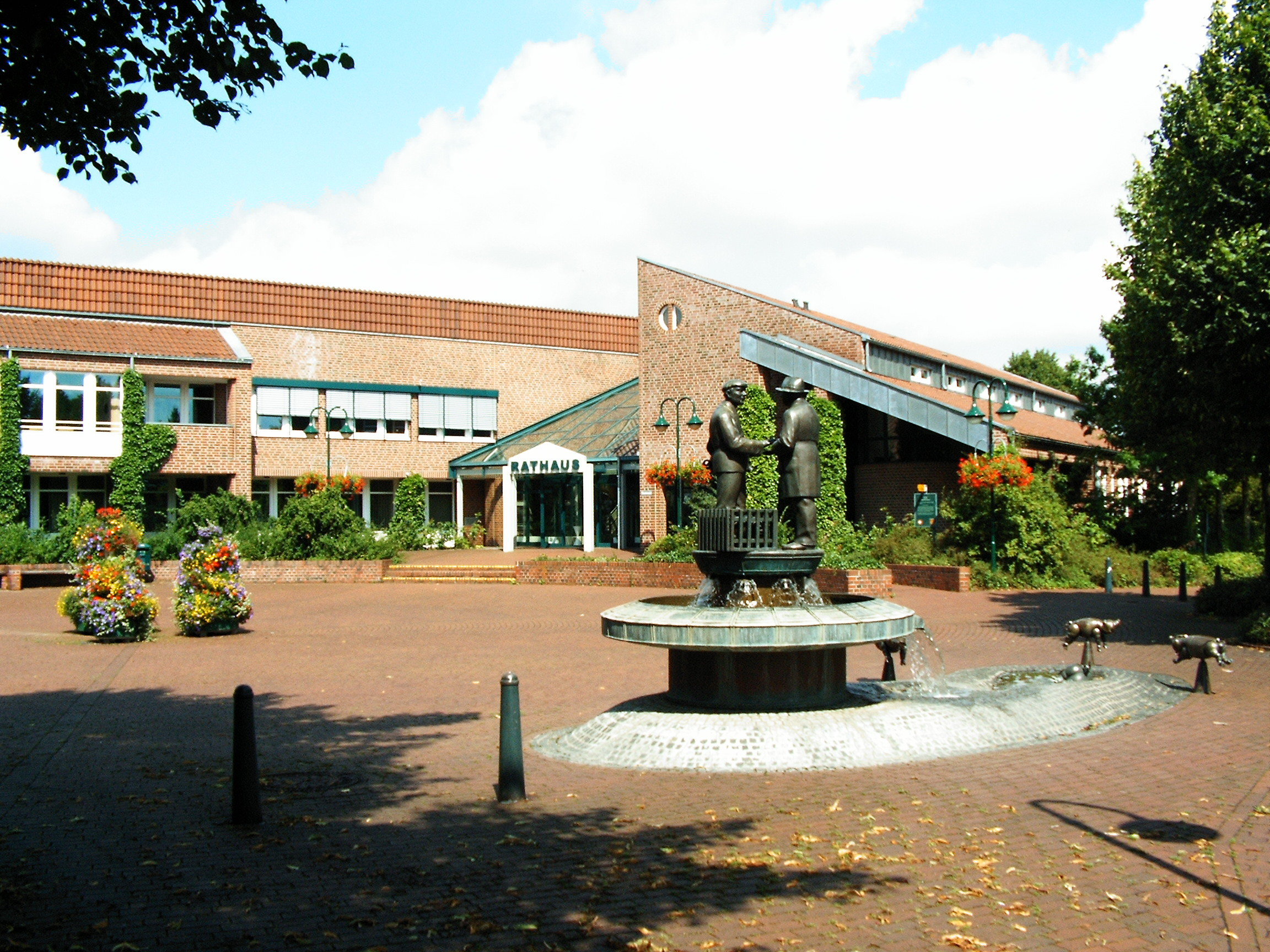
Het gemeentehuis van Sonsbeck
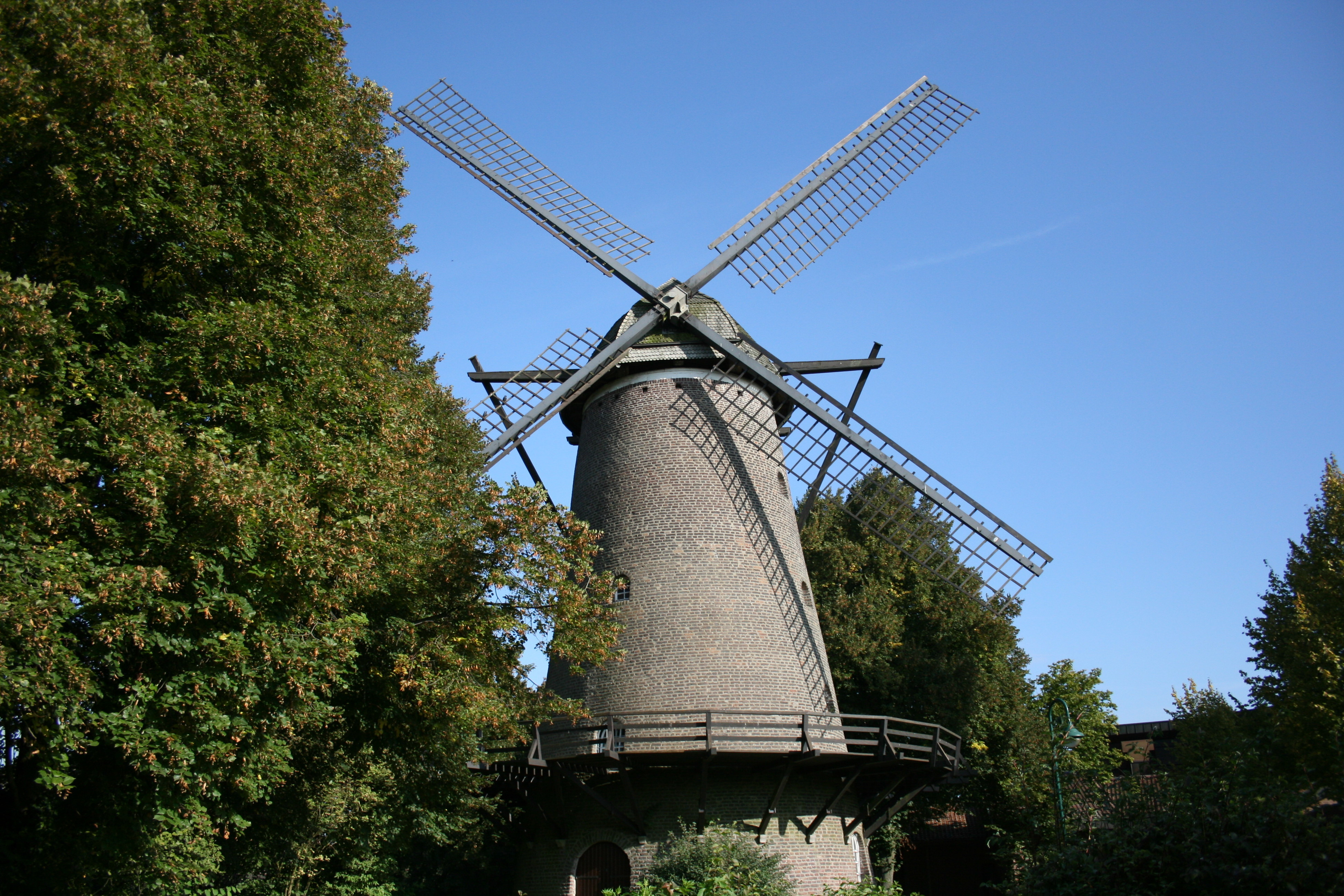
Gommansche Mühle
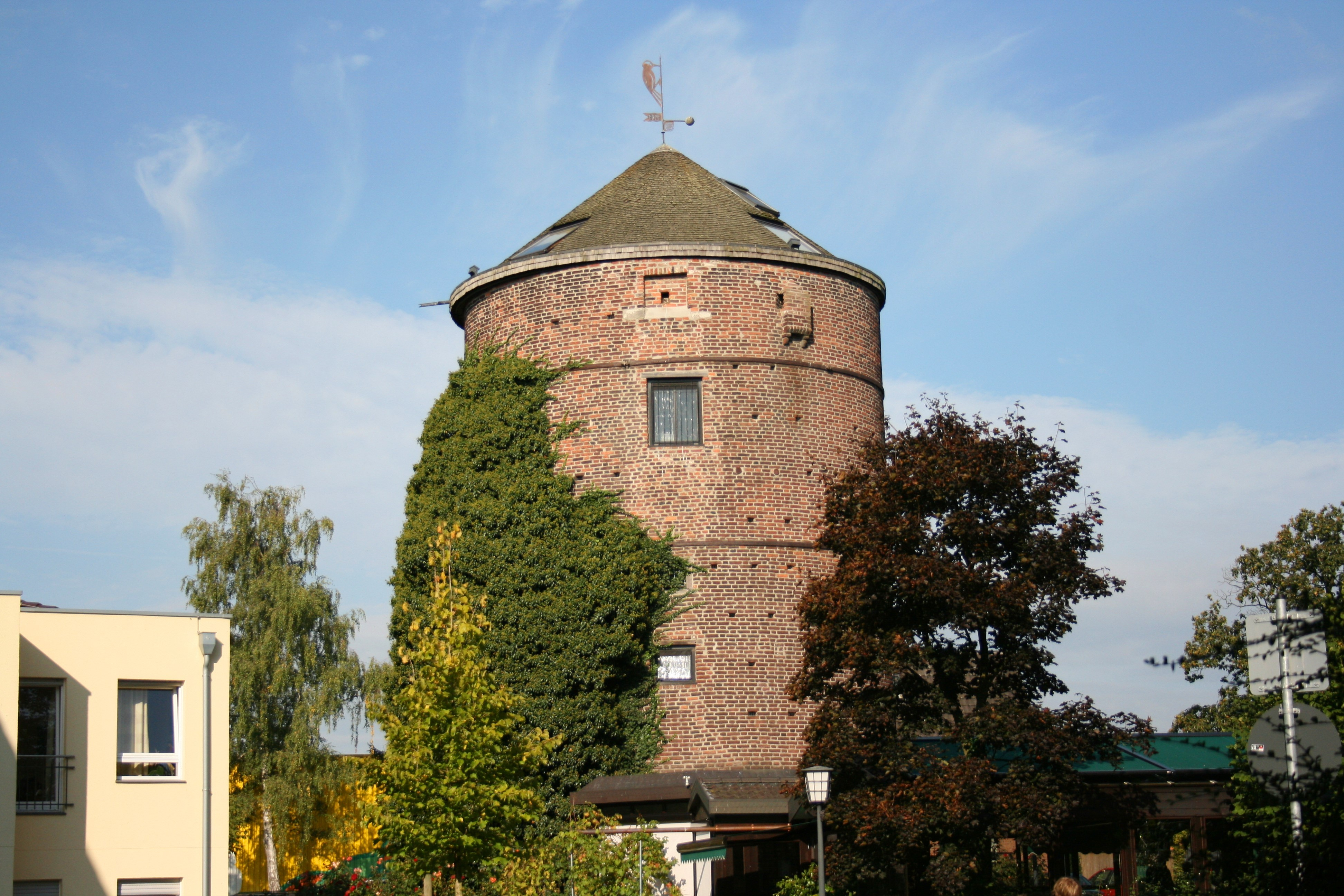
Sonsbeck: Römerturm
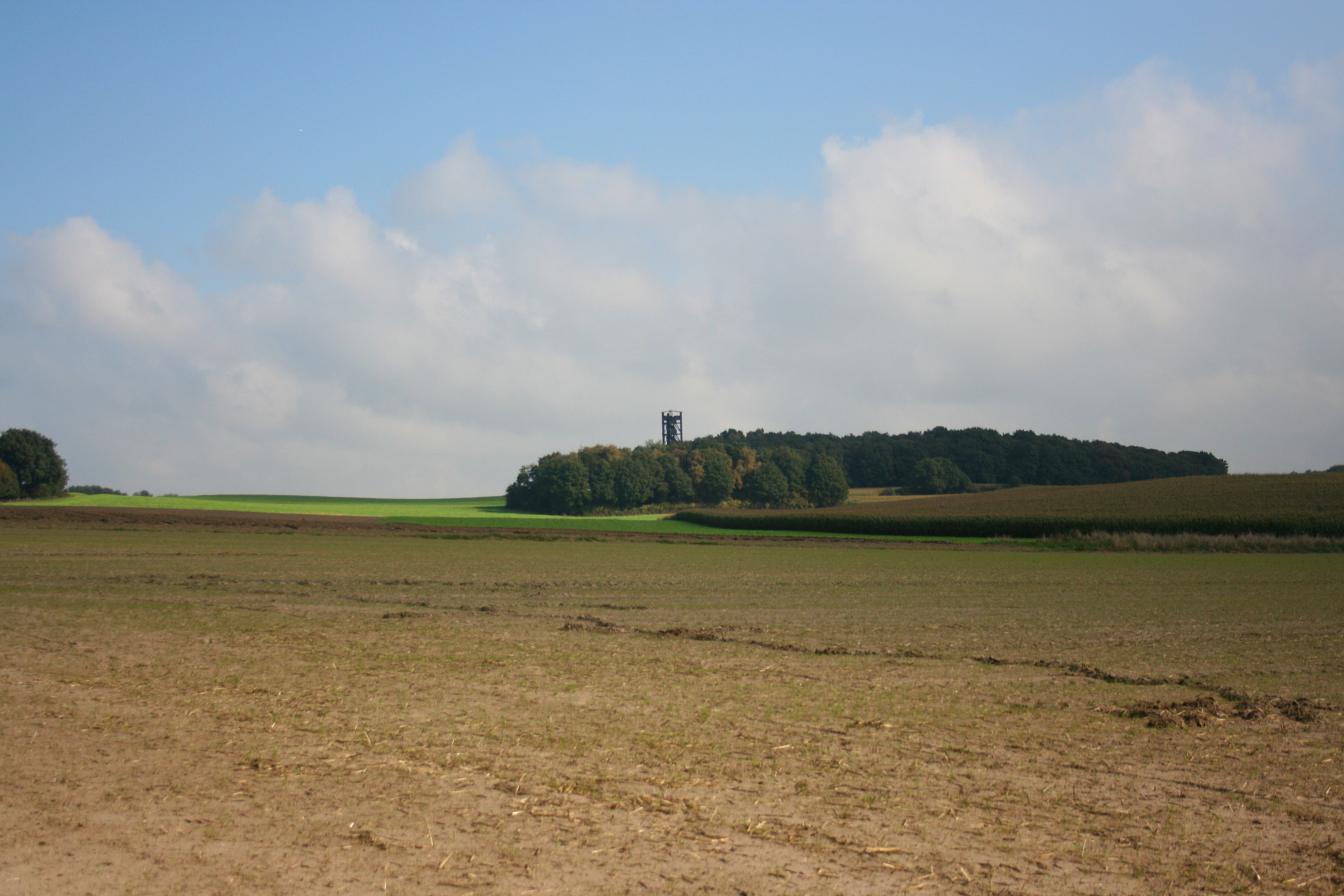
Uitkijkpunt am Dursberg
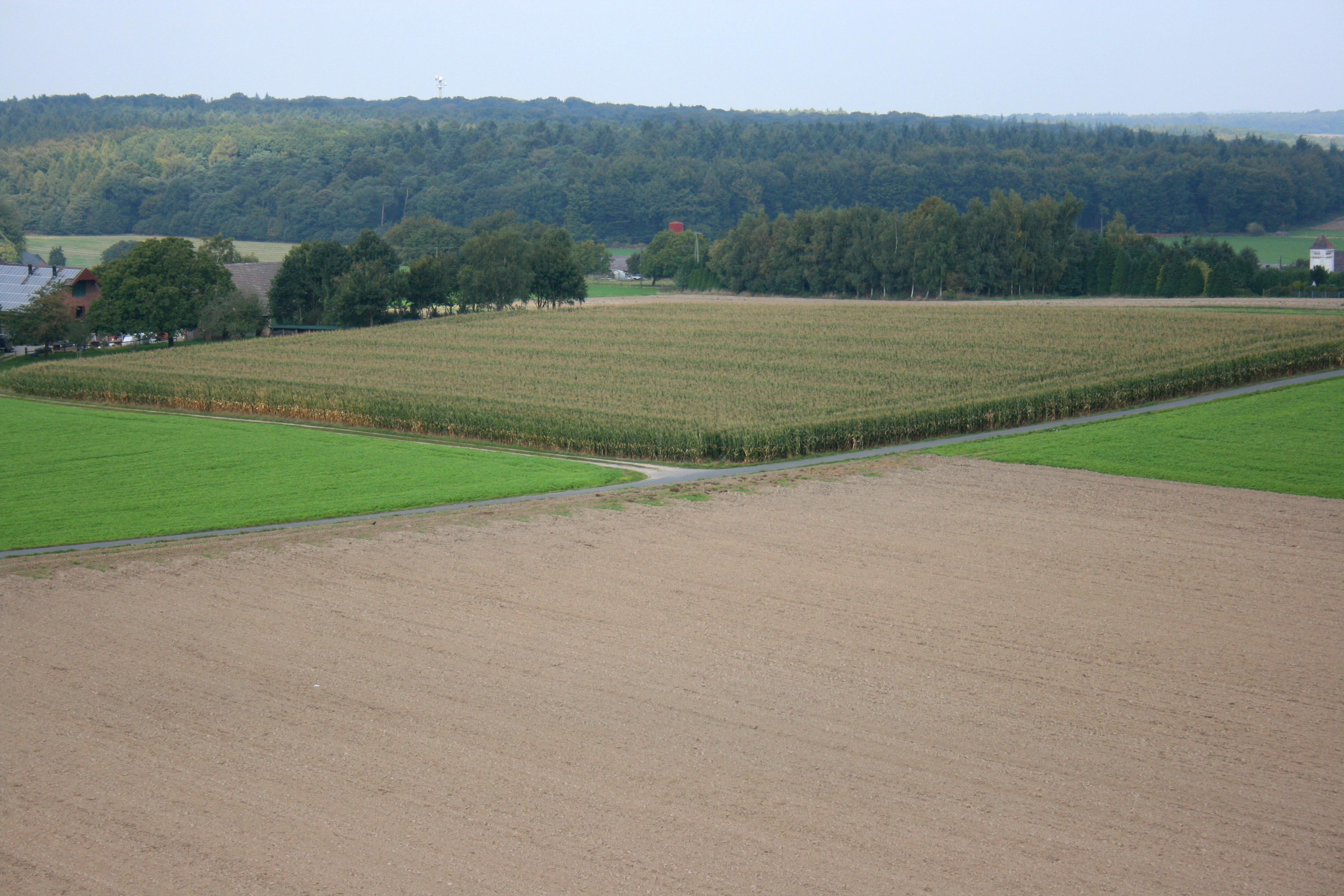
Blik vanaf uitkijkpunt

Alpen · Dinslaken · Hamminkeln · Hünxe · Kamp-Lintfort · Moers · Neukirchen-Vluyn · Rheinberg · Schermbeck · Sonsbeck · Voerde · Wezel · Xanten